# Байинди Єлизавета Байирівна
Байинди Єлизавета Байирівна (тув. Елизавета Байыр кызы Байынды; 9 січня 1951 року, село Ак-Дуруг, Улуг-Хемський район, Тувинська автономна область) — художниця-каменеріз, заслужений художник Тувинської АРСР, лауреат Державної премії Російської Федерації.

## Біографія
Байинди Єлизавета Байирівна народилася 9 січня 1951 року в селі Ак-Дуруг Улуг-Хемського району Тувинської автономної області в сім'ї аратів. У 1967 році Єлизавета Байирівна вступила на художнє відділення Кизилського училища мистецтв. Після успішного закінчення стала працювати художником-каменерізом. Два роки працювала методистом з прикладного мистецтва у Будинку народної творчості, потім каменерізом у сувенірному цеху Кизилської меблевої фабрики. У 1978 році її направили на підвищення кваліфікації в Абрамцевське художньо-промислове училище в місті Хотьково Московської області, де вона отримала диплом з відзнакою. Стала продовжувачем творчої спадщини свого батька Байира Сариговича Байинди, відомого каменоріза, лауреата Державної премії РРФСР імені І.Ю. Рєпіна. У 1980 році Є.Б. Байинди була прийнята в члени Спілки художників СРСР, стала працювати народним майстром-каменерізом в Тувинських художньо-виробничих майстернях при Спілці художників Туви, за сумісництвом викладала в Кизилській дитячій художній школі (нині ДХШ ім. Наді Рушевої) і Республіканській школі мистецтв ім. Р. Д. Кенденбіля. У 1991 році присвоєно почесне звання «Заслужений художник Тувинської АРСР». У 1992 році стала лауреатом Державної премії Російської Федерації в області культури і мистецтва.

## Творчість
Перша робота з каменю — бюст тувинки зроблений Є. Байинди під час навчання в 1974 році. Участь на IV-му всеросійському художньому огляді «Радянська Росія» в 1976 році в Москві стало для неї значною. Є. С. Байинди стала постійно брати участь на республіканських, зональних, всеукраїнських, всесоюзних і зарубіжних виставках, як «Сибір Соціалістична», «Скульптура малих форм», «Молоді художники Сибіру», «Молодість Росії», «Анімалісти Росії», «По рідній країні», «Народне мистецтво Росії», «Сибір», «Росія» та зарубіжних країнах — Канада, США, Монголія, Японія. Її каменерізні роботи зображують поодинокі фігури тварин (коней, козлів, сарликів, арзиланів, биків, баранів, верблюдів). Потім стала надавати фігурам певний рух, виділяючи характер і звички конкретних звірів. В кінці 1970-х — початку 1980-х років у творчості Єлизавети Байирівни з'явилася серія вершників — «Вершник» (1979), «Стрімка вершниця» (1980), «Вершник революції» (1984). З середини 1980-х до кінця 1990-х у творчій діяльності Є.Б. Байинди створювались нові жанрові композиції у малій пластиці: «Друзі» (1986), «Упертий верблюд» (1988), «До зустрічі» (1989), «Громовержець-дракон, змія і мавпа» (1989), «Наше дитинство» (1990). та ін. Кращі її каменерізні скульптури представлені в художніх музеях Красноярська, Чити, Іркутська, Російському етнографічному музеї м. Санкт-Петербурга, Всеросійському музеї декоративно-прикладного та народного мистецтва м. Москви, Національному музеї ім. Алдан-Маадир Республіки Тива і приватних художніх колекціях.

## Нагороди та звання
- заслужений художник Тувинської АРСР (1991)
- лауреат Державної премії Російської Федерації (1992)
- медаль «В пам'ять 850-річчя Москви» (1997)
- срібна медаль Російської Академії мистецтв (1998)